# قرار مجلس الأمن التابع للأمم المتحدة رقم 1405
قرار مجلس الأمن التابع للأمم المتحدة رقم 1405، الذي اعتمد بالإجماع في 19 أبريل 2002، بعد التذكير بالقرارات 242 (1967)، 338 (1973)، 1397 (2002)، 1402 (2002) و1403 (2002)، أكد المجلس على ضرورة وصول المساعدات الإنسانية إلى السكان الفلسطينيين.
وكان مجلس الأمن قلق من الوضع الإنساني للشعب الفلسطيني، خاصة في مخيم جنين حيث كانت هناك تقارير عن وفيات ودمار. ودعا إلى رفع القيود المفروضة على عمليات المنظمات الإنسانية مثل اللجنة الدولية للصليب الأحمر و‌وكالة الأمم المتحدة لإغاثة وتشغيل اللاجئين الفلسطينيين ولجميع الأطراف المعنية لضمان سلامة المدنيين واحترام القانون الدولي الإنساني.
أكد القرار على الحاجة الملحة لإيصال المساعدات الإنسانية والطبية إلى السكان المدنيين الفلسطينيين ورحب باعتزام الأمين العام كوفي أنان إرسال فريق لتقصي الحقائق لجمع معلومات بشأن الأحداث في مخيم جنين خلال عملية الدرع الواقي. القرار لا يصف المهمة بالتحقيق كما طالبت الدول العربية، بسبب ضغوط دبلوماسية من الولايات المتحدة وإسرائيل.
بعثة تقصي الحقائق التي كانت إسرائيل قد قبلت بها، كانت ستعين من قبل كوفي أنان.

## روابط خارجية
- نص القرار على UNHCR.org